# 尼古劳斯·西拉尼季斯
尼古劳斯·西拉尼季斯（希臘語：Νικόλαος Σιρανίδης，羅馬化：Nikolaos Siranidis，1976年2月26日—），希腊男子跳水运动员。2004年，凭借东道主选手的身份，他与队友托马斯·比米斯得以参加雅典奥运会跳水男子3米板比赛。由于实力一般，这对组合赛前目标只是一枚奖牌。然而，在比赛的最后一轮中，排名前三位的中国队王克楠/彭勃、俄罗斯队亚历山大·多布罗斯科克/德米特里·萨乌丁、美国队贾斯汀·杜麦斯/特洛伊·杜麦斯组合相继出现严重失误。原本排名第四的希腊组合出乎意料地夺得了该国第一块奥运跳水项目金牌。